# Cirsium eatonii
Cirsium eatonii, vrsta glavočike iz roda osjaka. Endem iz Sjedinjenih država ograničen na Nevadu i Utah
Postoji šest varijeteta.

## Varijeteti
1. Cirsium eatonii var. clokeyi (S.F.Blake) D.J.Keil
2. Cirsium eatonii var. eriocephalum (A.Gray) D.J.Keil
3. Cirsium eatonii var. hesperium (Eastw.) D.J.Keil
4. Cirsium eatonii var. murdockii S.L.Welsh
5. Cirsium eatonii var. peckii (L.F.Hend.) D.J.Keil
6. Cirsium eatonii var. viperinum

## Sinonimi
- Carduus leiocarpus A.Heller
- Cirsium eatonii var. harrisonii S.L.Welsh
- Cirsium eriocephalum var. leiocephalum D.C.Eaton
- Cnicus eatonii A.Gray